# Seseli coloratum
Seseli coloratum är en flockblommig växtart som beskrevs av Jakob Friedrich Ehrhart. Seseli coloratum ingår i släktet säfferötter, och familjen flockblommiga växter. Inga underarter finns listade i Catalogue of Life.